# Йенсен, Петер (востоковед)
Петер Кристиан Альбрехт Йенсен (нем. Peter Christian Albrecht Jensen; 16 августа 1861, Бордо — 16 августа 1936, Марбург) — немецкий востоковед, профессор университета в Марбурге, автор книг «Космология вавилонян» (1890) и «Гильгамеш в мировой литературе» (1906).

## Биография
Петер Кристиан Альбрехт Йенсен родился в семье пастора Конрада Йенсена. Петер Кристиан вырос в Шлезвиг-Гольштейне, где посещал гимназию до 1879 года. В 1880 году он стал студентом богословского факультета Лейпцигского университета: вскоре, под руководством Фридриха Делича, он стал специализироваться на востоковедении, с акцентом на ассириологии. В 1883 году Йенсен начал учиться у Эберхарда Шрадера в Берлине. В 1884 году — после защиты кандидатской диссертации, выполненной под руководством Шрадера и Эдуарда Захау — Йенсен отправился в Киль и в Страсбург, где в 1888 году он защитил докторскую диссертацию. В 1892 году он получил приглашение от Марбургского университета стать преемником Юлиуса Велльгаузен: здесь с 1895 по 1928 год Йенсен преподавал как профессор семитских языков. 11 ноября 1933 года Петер Йенсен был среди более 900 ученых и преподавателей немецких университетов и вузов, подписавших «Заявление профессоров о поддержке Адольфа Гитлера и национал-социалистического государства».
Еще в своей диссертации Петер Кристиан Йенсен исследовал вавилонско-ассирийскую религиозную литературу, а в 1890 году — опубликовал книгу «Космология вавилонян» (Die Kosmologie der Babylonier): при сравнении различных мифов, ему удалось показать параллели между эпосом о Гильгамеше, древнегреческими мифами (особенно, в изложении Гомера) и израильскими «легендами», включая новозаветную историю об Иисусе. Йенсен продолжил развивать эту тему и далее: в 1906 году он опубликовал монументальную работу «Гильгамеш в мировой литературе» (Das Gilgamesch-Epos in der Weltliteratur), где сравнил целый ряд героев — от ветхозаветного Авраама до апостола Павла — с Гильгамешем. Теории Йенсен были раскритикованы многими исследователями Библии и теологами.

## Работы
- Das Gilgamesch-Epos in der Weltliteratur. Band 1, Trübner, Straßburg 1906.
- Moses, Jesus, Paulus: drei Varianten des babylonischen Gottmenschen Gilgamesch. Eine Anklage wider die Theologen, ein Appell auch an die Laien. Neuer Frankfurter Verlag, Frankfurt am Main 1909.
- Hat der Jesus der Evangelien wirklich gelebt? Eine Antwort an Prof. Dr. Jülicher. Neuer Frankfurter Verlag, Frankfurt am Main 1910.
- Das Gilgamesch-Epos in der Weltliteratur. Band 2: Die israelitischen Gilgamesch-Sagen in den Sagen der Weltliteratur. Ebel, Marburg 1928.

## Семья
Сын: Харро де Вет Йенсен (1901—1994) — немецкий англист, профессор Гейдельбергского университета и университета Майнца.